# José Francisco Feo
José Francisco Feo (Sevilla, 1829 - 1883) fou un compositor andalús.
Es dedicà amb preferència a la música sagrada, no deixant per això de cultivar el gènere profà en el que donà proves del seu bon gust en diverses melodies de fina i delicada inspiració, entre les quals es troben una Balada, Nana i el Adiós á mi madre.
Entre la música religiosa cal citar: una Missa a gran orquestra i unes Coplas que s'anaren cantant durant molts anys en la seva terra. Formen part a més del seu bagatge intel·lectual, a més de les obres citades, diverses Misses, un Ave Maria, algunes Melodies i altres obres de menor importància.